# Bartolomeo Carducci

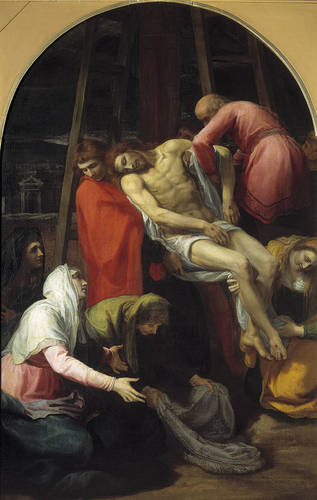
Snímání s kříže.

Bartolomeo Carducci (1560, Florencie – 11. listopadu 1608, Madrid) byl italský malíř, známý také jako Carducho.
Studoval architekturu a sochařství u Bartolomea Ammanatiho, a malbu u Federica Zuccariho. Asistoval Zuccarimu a Vasarimu při výzdobě kupole Santa Maria del Fiore. Později odešel do Madridu, kde maloval stropy v Escorialské knihovně, a spolupracoval také na freskách v paláci. Jeho bratr, Vincenzio Carducci se zabýval také malbou a vystřídal jej jako hlavního malíře krále Filipa III.
Zemřel ve Španělsku, kde je možné nalézt většinu jeho děl. Mezi nejlepší patří Snímání z kříže v kostele San Felipe el Real v Madridu. Mezi jeho žáky patřil Francisco Lopez.